# 소행성군

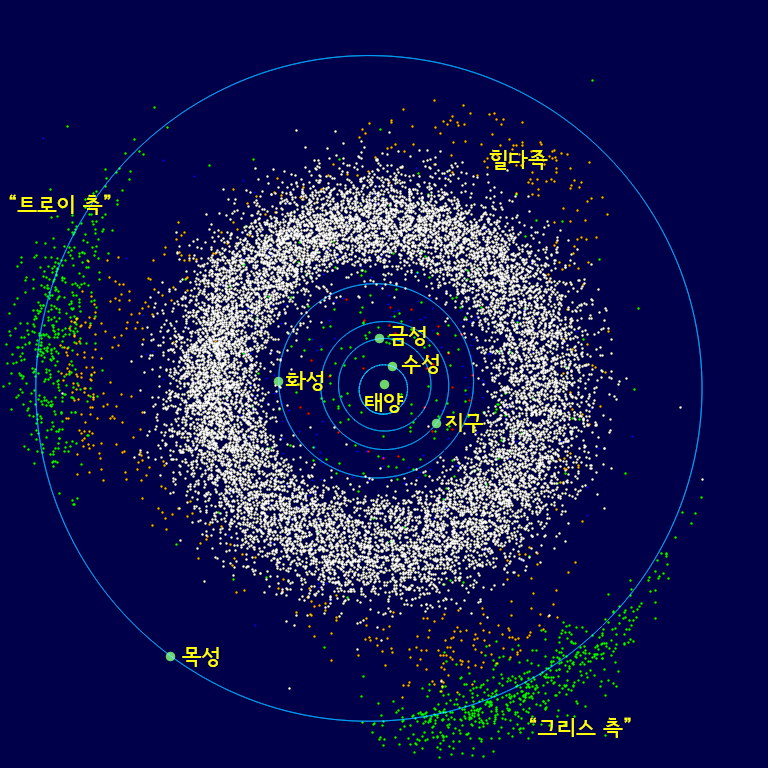

소행성군(小行星群, 영어: asteroid group), 또는 소행성체군(영어: minor-planet group)은 서로 비슷한 궤도를 도는 소행성체들의 모임이다. 소행성군은 한 소행성이 부서져 생겨난 소행성족과는 다르게, 기본적으로 구성원 사이에 서로 관계가 없다. 소행성군의 이름은 해당 소행성군에서 가장 먼저 발견된 소행성의 이름을 따는데, 큰 천체일수록 발견이 쉬워 가장 큰 소행성으로 정해지는 경우가 많다.

## 지구 궤도 내부의 소행성군
태양으로부터 가까운 거리에 있는 소행성들은 상대적으로 적다. 밑의 소행성군들 중 몇몇은 구성원이 하나도 발견되지 않은 가설상의 소행성군도 존재하며, 해당 소행성군의 이름은 임시적인 이름이다.
- 벌컨 소행성군은 수성 궤도 안쪽에서 태양을 공전하는, 즉 궤도 원일점이 0.3874 AU 미만인 소행성들을 구성원으로 삼는 가설 상의 소행성군이다. 불카노이드 소행성군을 찾으려는 시도는 몇 번 이루어졌지만, 아직 하나도 발견되지 않았다
- 아포헬레 소행성군은 궤도 원일점이 0.983 AU 미만인 소행성들, 즉 궤도 전체가 지구 궤도 안쪽인 소행성들을 가리킨다. 아포헬레 소행성군이라는 이름은 임시적인 이름으로, 이 소행성군을 "지구 안쪽 천체"(inner-Earth objects, IEO)[1]나, 최초로 발견된 구성원인 163693 아티라의 이름을 따서 아티라 소행성군으로 부르자는 주장도 있다. 현재까지 아포헬레 소행성군의 구성원은 총 5개로, 각각 163693 아티라, (164294) 2004 XZ130, 2004 JG6, (413563) 2005 TG45, 2006 WE4 뿐이다.
- 수성 횡단 소행성은 궤도 근일점이 수성의 궤도 안쪽, 즉 0.3075 AU 지점 안쪽에 있는 소행성들을 말한다.
- 금성 횡단 소행성은 궤도 근일점이 금성의 궤도 안쪽, 즉 0.7184 AU 지점 안쪽에 있는 소행성들을 말하며, 수성 횡단 소행성 또한 포함된다.
- 지구 횡단 소행성은 궤도 근일점이 지구의 궤도 안쪽, 즉 0.9833 AU 지점 안쪽에 있는 소행성들을 말하며, 수성 및 금성 횡단 소행성 또한 포함된다. 지구 횡단 소행성은 다음과 같이 분류될 수 있다.
  - 아텐 소행성군은 궤도 장반경이 1 AU 미만인 소행성들을 말하며, 2062 아텐의 이름을 땄다.
  - 아폴로 소행성군은 궤도 장반경이 1 AU 이상인 소행성들을 말하며, 1862 아폴로의 이름을 땄다.
- 아르주나 소행성군은 지구와 궤도가 비슷한 소행성들을 광범위하게 일컫는 말인데, 이는 구체적으로 궤도 반경이 1 AU 근방이고, 궤도 이심률과 궤도 경사가 낮은 소행성들을 말한다.[2] 아르주나 소행성군의 정의가 너무 광범위한 탓에, 아포헬레, 아모르, 아폴로, 아텐 소행성군 모두 아르주나 소행성군으로 분류될 수 있다. 이 용어는 Spacewatch가 처음으로 제시했으며, 어떠한 소행성도 포함되어 있지 않다.
- 지구 트로이군은 지구와 태양 사이의 L4 및 L5 라그랑주점에 위치하는 소행성들을 말한다. 이 소행성들은 지구에서 보기에 태양으로부터 동서쪽 60도 지점에서 관측될 것이다. 현재까지 알려진 유일한 지구 트로이군은 2010 TK7이다.
- 근지구 천체는 궤도가 지구 근처를 지나가는 모든 천체들을 일컬으며, 위의 모든 소행성군과 밑의 아모르 소행성군을 포함한다.

## 화성 궤도 바깥의 소행성군
- 아모르 소행성군은 궤도 근일점이 지구 궤도 바로 바깥쪽에 있어 지구 횡단 소행성에는 속하지 않는 소행성들을 말하며, 1221 아모르의 이름을 땄다.
- 화성 횡단 소행성은 궤도가 화성 궤도와 겹치는 소행성들을 말한다.
- 화성 트로이군은 화성과 태양 사이의 L4 및 L5 라그랑주점에 위치하는 소행성들을 말한다. 2008년 3월 기준으로 화성 트로이군의 구성원은 4개이며, 가장 큰 소행성은 5261 유레카이다.
- 수성·금성·지구 횡단 소행성들은 대부분 궤도 원일점이 1 AU 이상이다.

## 소행성대
현재까지 알려진 소행성의 대부분은 화성과 목성 사이, 2 ~ 4 AU 지점에서 태양을 공전하고 있다. 이 지역은 목성의 중력으로 인해 행성이 형성되지 못하고 소행성들이 남아있는 지역으로, 목성과 소행성들 간에 궤도 공명이 발생하며, 커크우드 간극이 생긴다.
소행성들이 대부분 밀집된 지역(장반경 2.06 ~ 3.27 AU, 궤도 이심률 0.3 이하, 궤도 경사 30° 이하)을 일반적으로 소행성대라고 부르며, 다음과 같이 구분될 수 있다.
- 내부 소행성대는 2.50 AU 이하 지역을 말하며, 목성과 3:1 궤도 공명을 일으킨다. 내부 소행성대에서 가장 큰 소행성은 4 베스타이다.
  - 또한 내부 소행성대는 "주요 소행성대 I 소행성군"(Main-belt I asteroids)(궤도 장반경 2.3 ~ 2.5 AU, 경사각 18° 이하)이라고도 불린다.
- 중앙 소행성대는 약 2.82 AU 지점을 말하며, 궤도 공명은 3:1부터 5:2까지 나타난다. 중앙 소행성대에서 가장 큰 소행성은 1 세레스이다. 중앙 소행성대는 다음과 같이 구분될 수 있다.
  - "주요 소행성대 IIa 소행성군"(Main-belt IIa asteroids)은 장반경 2.5 ~ 2.706 AU, 경사각 33° 이하인 소행성들을 말한다.
  - "주요 소행성대 IIb 소행성군"은 장반경 2.706 ~ 2.82 AU, 경사각 33° 이하인 소행성들을 말한다.
- 외부 소행성대에서는 궤도 공명이 5:2에서 2:1까지 나타나며, 가장 큰 구성원은 10 히게이아이다. 외부 소행성대 또한 다음과 같이 구분된다.
  - "주요 소행성대 IIIa 소행성군"은 장반경 2.82 ~ 3.03 AU, 이심률 0.35 이하, 경사각 30° 이하인 소행성들을 말한다.

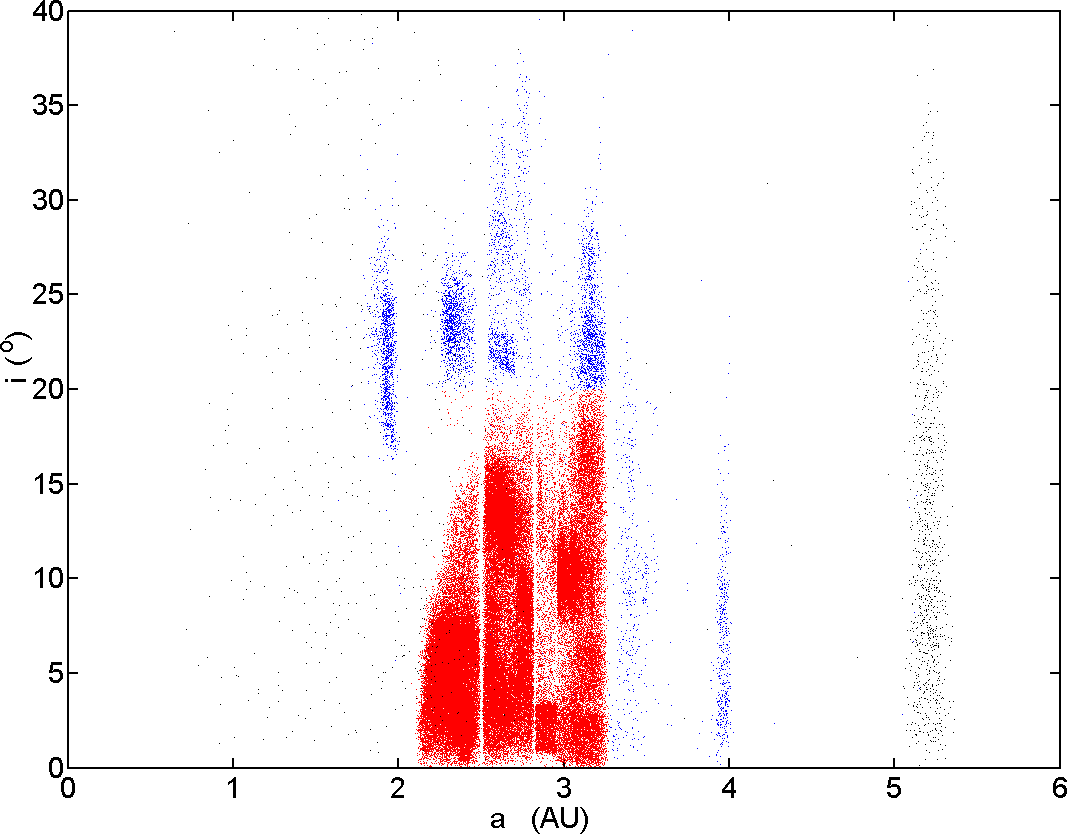
목성 바깥편과 소행성대의 소행성군들. 소행성대는 빨간색으로 나타나 있다.

  - "주요 소행성대 IIIb 소행성군"은 장반경 3.03 ~ 3.27 AU, 이심률 0.35 이하, 경사각 30° 이하인 소행성들을 말한다.

### 기타 목성 궤도 안의 소행성군
소행성대 바깥쪽에는 소행성이 상대적으로 적다. 여기의 소행성들은 태양과의 거리나, 기타 궤도 요소들을 통해 분류된다.
- 헝가리아군은 궤도 장반경 1.78 ~ 2 AU, 이심률 0.18 이하, 경사각 16 ~ 34°인 소행성들을 말하며, 434 헝가리아의 이름을 땄다. 이 곳의 소행성들은 화성과 3:2, 또는 목성과 9:2 궤도 공명을 일으키리라 추측된다.
- 포카에아군은 장반경 2.25 ~ 2.5 AU, 이심률 0.1 이상, 경사각 18 ~ 32°인 소행성들을 말하며, 25 포카에아의 이름을 땄다. 포카에아군을 구성하는 소행성들 중 일부는 헝가리아군에서 왔지만, 포카에아족은 목성과 4:1 공명을 일으키기 때문에 확실히 구분된다.
- 알린다군은 887 알린다의 이름을 딴 것으로, 평균 장반경 2.5 AU, 이심률 0.4 ~ 0.65인 소행성들을 말하며, 목성과 3:1 궤도 공명, 지구와 4:1 궤도 공명을 일으킨다. 앨린다족 대부분은 지구의 궤도와 궤도 근일점이 매우 가까우며, 따라서 관측이 어렵다. 앨린다군의 소행성들은 궤도가 안정되지 않은 상태이며, 지구형 행성들이나 목성과 충돌하리라고 생각된다.
- 팔라스군은 장반경 2.7 ~ 2.8 AU, 경사각 30 ~ 38°인 소행성을 말하며, 2 팔라스의 이름을 땄다.
- 그리콰군은 장반경 3.1 ~ 3.27 AU, 이심률 0.35 이상인 소행성을 말하며, 1362 그리콰의 이름을 땄다. 목성과 안정된 2:1 칭동이 일어난다. 현재까지 구성원은 5 ~ 10개 정도 알려져 있다.
- 키벨군은 장반경 3.27 ~ 3.7 AU, 이심률 0.3 이하, 경사각 25° 이하인 소행성들을 말하며, 65 키벨레의 이름을 땄다. 키벨레군은 목성과 7:4 궤도 공명을 일으킨다.[3]
- 힐다군은 장반경 3.7 ~ 4.2, 이심률 0.07 이상, 경사각 20° 이하인 소행성들을 말하며, 153 힐다의 이름을 땄다. 힐다 소행성군은 목성과 3:2 궤도 공명을 일으킨다.
- 툴레군은 목성과 4:3 궤도 공명을 일으키는 소행성을 말하며, 구성원은 279 툴레, (186024) 2001 QG207, (185290) 2006 UB209 뿐이다.[4]
- 목성 트로이군은 목성과 태양 사이의 L4 및 L5 라그랑주점에 위치하는 소행성들을 말하며, 앞쪽의 L4 지점, 뒤쪽의 L5 지점은 각각 트로이 전쟁을 따 그리스 측 트로이군, 트로이 측 트로이군이라고 불린다.

힐다 소행성군과 목성 트로이군 사이에는 소행성들이 거의 없는 지역(4.05 ~ 5 AU)이 있는데, 이 지역은 목성의 중력을 통해 "청소"되었다고 추측된다.

## 목성 궤도 바깥의 소행성군
목성 바깥편의 소행성체들은 대부분 얼음이나 기타 휘발성 물질들로 이루어져 있다. 대부분은 혜성과 유사하며, 유일한 차이점은 궤도 원일점이 혜성 꼬리가 생기기에는 너무 멀다는 것 뿐이다.
- 다모클레스군, 또는 "오르트 구름군"은 오르트 구름에서 안쪽으로 떨어진 천체로 정의되며, 이 천체들의 궤도 원일점은 천왕성 너머에 있지만 근일점은 내태양계에 있다. 이 소행성군의 정의는 불명확한 면이 많으며, 대부분 혜성과 겹친다.
- 센타우루스군은 장반경 5.4 ~ 30 AU의 천체를 말하며, 해왕성 바깥 천체들이 목성형 행성에 의해 태양계 안쪽으로 들어온 것이라고 여겨진다.

## 해왕성 궤도 바깥의 소행성군
- 해왕성 트로이군은 해왕성과 태양 사이의 L4 라그랑주점에 위치하는 소행성들을 말하며, 13개의 소행성이 포함된다.
- 해왕성 바깥 천체(TNOs)는 평균 장반경이 30 AU 이상인 소행성을 말하며, 카이퍼 대, 산란원반, 오르트 구름을 포함한다.
  - 카이퍼 대 천체들은 장반경이 30 ~ 50 AU이며, 다음과 같이 구분된다.
    - 공명 해왕성 바깥 천체들은 해왕성과 궤도 공명을 일으키는 천체들을 통칭하는 말이다(단, 1:1 공명인 해왕성 트로이군은 제외한다).
      - 명왕성족은 명왕성과 비슷하게 해왕성과 2:3 공명을 일으키는 천체들을 말하며, 궤도 근일점이 해왕성의 궤도와 가깝긴 하지만 궤도 근일점에서 항상 해왕성이 90도씩 앞 또는 뒤에 위치하기 때문에 해왕성과 충돌하지는 않는다. 공식적인 분류에 따르면, 명왕성족은 39 ~ 40.5 AU 지점의 천체를 말한다.
      - 1:1이나 2:3 이외의 공명도 존재한다.

    - 고전적 카이퍼 대 천체들은 해왕성과 궤도 공명을 일으키지 않는 천체들을 말하며, 평균적인 궤도 장반경은 40.5 ~ 47 AU이다. 이 분류에 속하는 가장 큰 천체는 마케마케이다.

  - 산란원반 천체(SDOs)는 이심률과 경사각이 매우 크며, 해왕성의 궤도에서 그리 멀지 않다. 여기의 천체들은 해왕성에 가까이 다가갔다가 튕겨져 나와 "산란된" 천체들이라고 추측된다. 가장 큰 왜행성인 에리스가 여기에 속한다.
    - 분리천체는 원일점이 수백 AU에 달하고 근일점 또한 해왕성으로부터 매우 멀어, 행성들과의 상호작용이 거의 없는 천체들이다.
      - 세드나족은 90377 세드나로부터 이름을 따 온 소행성군이다.

  - 오르트 구름은 50,000 ~ 100,000 AU 지점에 존재한다고 여겨지는 가상의 소행성 구름으로, 현재까지는 간접 증거만이 존재한다. 몇몇 천문학자들은 90377 세드나가 오르트 구름에 속한다고 주장하기도 한다.

## 같이 보기
- 왜행성
- 소행성체 목록
- 소행성족